# Safia zora
Safia zora är en fjärilsart som beskrevs av William Schaus 1901. Safia zora ingår i släktet Safia och familjen nattflyn. Inga underarter finns listade.